# Касиан (Констанца)
Касиан (рум. Casian) насеље је у Румунији у округу Констанца у општини Градина. Oпштина се налази на надморској висини од 30 m.

## Становништво
Према подацима из 2002. године у насељу је живело 28 становника, од којих су сви румунске националности.